# Beyblade X
Beyblade X es un manga, anime y línea de juguetes japonesa basada en la franquicia Beyblade de Takara Tomy y Hasbro. La cuarta generación de la franquicia, la línea de juguetes Beyblade X, se lanzó el 15 de julio de 2023, mientras que el manga original se ha serializado en la revista de manga infantil de Shōgakukan CoroCoro Comic, desde mayo de 2023.
La adaptación al anime, realizada por OLM, se estrenó en todas las estaciones de TXN en octubre de 2023.

## Sinopsis
El Blader amateur llamado Robin Kazami se queda fuera del equipo Albatros cuando sus amigos le abandonan tras una aplastante derrota. Por suerte para él, un encuentro casual con Jaxon Cross lleva a estos 2 improbables compañeros de equipo a unir fuerzas. Jaxon tiene la intención de volver a la cima de la torre X bajo el alias «Blader X» y desafiar a Khrome Ryugu. Cuando encuentran la tercer miembro para el equipo en el megapopular llamada Multi Nana-iro, la recién formada al equipo Persona se propone convertirse en profesional y reclamar su lugar en la cima. ¡Te mostraré algo X-traordinario!

## Personajes
Jaxon Cross (黒須エクス Kurosu Ekusu?)  / Blader X (仮面X Kamen Ekkusu?)
 Seiyū: Soma Saito, Alejandro Bono (español latino)
Robin Kazami (風見バード Kazami Bādo?)
 Seiyū: Shūichirō Umeda, Hernán Tracchia (español latino)
Multi Nana-iro (七色マルチ Nanairo Maruchi?)
 Seiyū: Ruriko Noguchi, Julia Bilous (español latino)
Tenka Shiroboshi (白星テンカ Shiroboshi Tenka?)  / Blader S (仮面S Kamen Esu?)
 Seiyū: Yūko Natsuyoshi
Khrome Ryugu (龍宮クロム Ryugu Kuromu?)  / Blader Y (仮面Y Kamen Wai?)
 Seiyū: Kaito Ishikawa, Ignacio Lorefice (español latino)
Sigrid Nana-iro (七色シグル Nanairo Shiguru?)
 Seiyū: Mariya Ise, Ximena Viver (español latino)
Ciel Kaminari (神成シエル Kaminari Shieru?)  / Blader Z (仮面Z Kamen Zetto?)
 Seiyū: Kazuki Furuta
Takumi Ishiyama (石山タクミ Ishiyama Takumi?)
 Seiyū: Kenn, Pablo López (español latino)
Bariki Jinai (陣内バリキ Jinnai Bariki?)
 Seiyū: Fumitake Ishiguro, Alan Kanaan (español latino)
Genri Sayo (左様ゲンリ Sayō Genri?)
 Seiyū: Tomohiro Oomachi, Mathias Rapisarda (español latino)
Taisho Sushiya (寿司谷タイショー Sushiya Taishō?)
 Seiyū: Ken Uo, Ariel Cister (español latino)
Meiko Myoden (冥殿メイコ Meiden Meiko?)
 Seiyū: Ruriko Aoki, Constanza Faraggi (español latino)
Titus Manju (万獣キング Manjū Kingu?)
 Seiyū: Ryōta Suzuki, Marcos Abadi (español latino)
Toguro Okunaga (億長トグロ Okunaga Toguro?)
 Seiyū: Daiki Hamano, Gonzalo Espina (español latino)
Jian Strong (チョー・パン Chō Pan?)
 Seiyū: Yūki Wakai, Donna Ponce (español latino)

## Media

### Anime
El 14 de mayo de 2023, Takara Tomy anunció una adaptación televisiva de la serie de anime. El anime es producido por OLM y dirigido por Moto Terada bajo la supervisión de Katsuhito Akiyama, los diseños de personajes son de Yoshihiro Nagamori y Kazuho Hyōdō se encarga de la composición de la serie desde los episodios 1 al 39, con Hikaru Muno a cargo de la composición de la serie a partir del episodio 38. El tema de apertura es "Prove" interpretado por One Ok Rock, y el tema de cierre es "Zoom Zoom" interpretado por Aespa. Una segunda temporada comenzó el 18 de octubre de 2024. El nuevo tema de apertura es "You Gotta Run" de L'Arc-en-Ciel, y el nuevo tema de cierre es "Cosmic Treat" de Perfume.
El 17 de agosto de 2024, la serie tuvo un doblaje en español latino, el cual fue estrenado por su canal de YouTube.